# Конструкција (папирна)
Папирне конструкције могу бити једноставне, какви су, на пример, авион или брод од папира, али и веома сложене, права уметничка дела (енгл. paper crafts).

## Најпопуларније папирне конструкције
- Оригами
- Киригами
- Поп-ап књига